# DirecTV
DirecTV (estilizado como DIRECTV o DTV) es una proveedora de televisión por suscripción vía satélite estadounidense con sede en El Segundo, California. Distribuye canales de televisión digital, incluidos canales de audio y radio hacia Estados Unidos, los cuales se pueden recibir mediante un decodificador y una antena parabólica receptora del servicio.
En Estados Unidos, compite contra Dish Network. Desde 2005 hasta 2021, era socio accionista de Sky México y de SKY Brasil mediante DirecTV Latin America LLC (desde 2018, Vrio Corp.), por lo tanto Sky está considerado dentro de su división para Latinoamérica.
Liberty Media de John C. Malone compró a News Corporation el poder mayoritario de DirecTV Group. News Corporation quedó sólo con Sky Italia (100 %) y otras operaciones europeas y asiáticas de TV restringida. DirecTV transmite actualmente su señal a Iberoamérica a través del Satélite, Galaxy 3C.
La compañía tiene dos divisiones: DirecTV US y Vrio Corp., esta última a su vez se subdivide en tres regiones: DirecTV Pan-American, Sky México y Sky Brasil.
El 18 de mayo de 2014 se anunció la compra de DirecTV por parte de AT&T por la suma de 48 500 millones de dólares, con lo cual será el nuevo propietario de sus operaciones tanto en Estados Unidos como Iberoamérica.

## Información general
DirecTV ofrece servicios de audio y televisión a los suscriptores a través de transmisiones vía satélite. Los servicios incluyen el equivalente de muchas estaciones locales de televisión, redes de televisión, servicios de televisión por suscripción, servicios de radio por satélite, y servicios privados de vídeo. Los suscriptores tienen acceso a cientos de canales, por lo que sus competidores son los servicios de televisión por cable y otros servicios basados en satélites. Generalmente, este servicio se usa como sustituto de la televisión por cable en zonas alejadas o rurales donde no llega el primero.
Muchos suscriptores utilizan antenas de recepción propias de DirecTV que son mucho más pequeñas que las antenas de primera generación de DirecTV, que eran de unos 90 cm de largo; hoy son de 45 cm. El tamaño de la pequeña antena es una característica de los servicios de transmisión satelital directa (DBS), que utilizan transmisiones de satélite más poderosas que las que podían producir los satélites anteriores. La recepción de equipos incluye una antena parabólica, un receptor / decodificador integrado y una tarjeta de acceso DirecTV, que es necesaria para operar el receptor / decodificador.
Los consumidores que compren equipos de DirecTV se suscriben a varios paquetes de la programación de para que el abonado pague una cuota mensual. Los usuarios también pueden ordenar los eventos pay-per-view y películas. DirecTV contrata y paga proveedores de programas, tales como redes de cable, distribuidores de cine, ligas deportivas, promotores de eventos, y otros titulares de derechos de programación, para obtener el derecho de distribuir su programación a sus suscriptores. Toda la programación distribuida por DirecTV se entrega a sus centros de difusión en Castle Rock, Colorado y Los Ángeles, California, donde después se digitaliza y se comprime. La señal resultante es cifrada por DirecTV para evitar su recepción no autorizada. DirecTV transmite a continuación, estas señales de varios satélites situados en órbita geoestacionaria.
Al 31 de diciembre de 2006, DirecTV contaba aproximadamente con 16 millones de clientes en los EE.UU, 1,4 millones en Hispanoamérica a través de sus subsidiarias de propiedad total, 1,3 millones a través de su participación del 74% de Sky Brasil Serviços Ltda., y 1,4 millones, aunque sea el 41% la propiedad de Innova, S. de RL de CV. de México. Los ingresos en 2006 fueron de US$14,76 miles de millones.
Además de servir a los consumidores, DirecTV ofrece un servicio a bares, restaurantes, hoteles, residencias y hospitales a través de su servicio de DirecTV para negocios. La compañía también ofrece servicios móviles para automóviles, barcos y vehículos recreativos (DirecTV móvil), así como aviones (DirecTV Aerotransportado) en colaboración con Connexion by Boeing.

## Historia
| Año  | Suscriptores |
| ---- | ------------ |
| 1994 | 320 000      |
| 1995 | 1 200 000    |
| 1996 | 2 300 000    |
| 1997 | 3 301 000    |
| 1998 | 4 458 000    |
| 1999 | 6 679 000    |
| 2000 | 9 554 000    |
| 2001 | 10 218 000   |
| 2002 | 11 181 000   |
| 2003 | 12 290 000   |
| 2004 | 13 000       |
| 2005 | 15 000       |
| 2006 | 15 950 000   |
| 2007 | 16 830 000   |
| 2008 | 17 620 000   |
| 2009 | 18 081 000   |
| 2010 | 19 200 000   |
| 2012 | 19 900 000   |
| 2013 | 25 200 965   |
| 2014 | 37 000       |

Stanley S. Hubbard fundó la radiodifusión por satélite de Estados Unidos (USSB) y fue uno de los principales defensores del desarrollo de dichos servicios directos de radiodifusión por satélite (DBS) en los Estados Unidos. Más o menos en 1990[¿cuándo?] nace DIRECTV en los Estados Unidos. USSB obtuvo con cinco frecuencias en la ubicación 101 grados al oeste del satélite por la FCC. Hughes Communications, una unidad de GM Hughes Electronics, un remanente de la compañía de Howard Hughes, también consiguió 27 frecuencias en el mismo grado 101. Después de esperar muchos años,[¿cuántos?] la tecnología evolucionó para permitir la construcción de satélites de muy alta potencia y la compresión digital (MPEG-2) Las normas fueron desarrolladas para que permitan múltiples canales de televisión digital que se envían a través de cada frecuencia satelital. Después de que Hughes no pudiera completar una empresa conjunta para poner en marcha el primer servicio de televisión digital de alta energía llamado Skypix, la empresa creó DirecTV y obtuvo un acuerdo con USSB para construir y poner en marcha el primer sistema de satélites DBS de gran potencia. Hughes/DirecTV más tarde se volvió a Thomson Consumer Electronics (bajo la marca RCA) para desarrollar el sistema digital por satélite para el servicio que sería capaz de recibir 175 canales en una antena parabólica de 18 pulgadas. Dichas antenas parabólicas utilizan una nueva generación de platos receptores más ligeros y pequeños basados en tecnología militar presentada por el Global Broadcast Service (GBS), que es anterior a la viabilidad de DirecTV por casi 10 años. Hughes se adjudicó el contrato para construir y lanzar nuevos satélites de alta potencia y USSB y DirecTV en conjunto acordaron que en los nuevos satélites se llevara a los dos servicios específicos de programación: USSB y DirecTV.
El viernes 17 de junio de 1994, se pusieron en marcha el USSB y los servicios de programación de DirecTV. La Digital Equipment Corporation, proveyó el hardware de DirecTV, la matriz de Marketing (parte de la Cincinnati Bell) proporciona atención al cliente y sistemas de DBS creó el software de facturación, y sigue siendo el proveedor (como Amdocs) hasta nuestros días. En este mismo año DirecTV llega a Hispanoamérica en la ciudad de Puerto Píritu, Estado Anzoátegui en Venezuela, por la empresa Hughes Electronics. Actualmente la Hughes Electronics es subsidiaria de General Motors. DIRECTV fue el primer servicio de televisión satelital direct-to-home gracias a sus satélites propios de la serie Galaxy. En ese mismo año, DirecTV llega a Chile en diciembre de 1994, DirecTV llega a México, por la empresa MVS Multivisión (propiedad de Joaquín Vargas Gómez) quien se asocia con la empresa Hudgens Electronics. Incluyeron los canales de Televisión Azteca y CNI Canal 40 pero no los canales de Televisa, debido una alianza con MVS y el empresario Ricardo Salinas Pliego hasta 2002, y en octubre de 2004 la empresa se da la quiebra.

### Cronología de DirecTV
- En el año 1996 DIRECTV logró llegar a más de 12 países de Latinoamérica.
- En 1998, DirecTV adquirió USSB por U$S 1,3 mil millones.
- En 1999, DirecTV adquirió PrimeStar de 1830 millones dólares.
- En 2000, DirecTV abandonó el mercado japonés.
- En 2002, DirecTV fue la emisora mexicana de licencia para la Copa Mundial FIFA 2002.
- En mayo de 2013, DirecTV adquiere en Paraguay los derechos televisivos para poder transmitir en vivo y en directo el Torneo Interligas en forma exclusiva a través del canal 632 bajo el nombre de UFI TV.

En el otoño de 2002, DirecTV hizo una disputa con PAX TV (actualmente ION Televisión) que DirecTV caería PAX TV. Después de que la empresa abandonó PAX TV, la red al aire los anuncios sobre el DirecTV/PAX TV y controversia para llamar a DirecTV y decirles "Yo quiero mi PAX TV" (parodia de "Quiero mi MTV").
En 2003, fracasó el intento de una fusión con EchoStar, propietario de Dish Network. El 22 de diciembre de 2003, General Motors vendió participación mayoritaria en Hughes Electronics a News Corporation, la formación de The DIRECTV Group. Ciertas condiciones existen, sin embargo, en que News Corp, debe resolver las controversias con las empresas que llevan a su difusión y los canales de cable. La sociedad debe tratar a todas las estaciones por igual, no a favor de la Fox Network y FX.
El arbitraje fue de aliviar la preocupación de que Fox se retiraría de su programación en red, que incluye profesionales de béisbol y el fútbol, frente a los sistemas de cable para alentar a los televidentes a suscribirse a DirecTV.
News Corp. acordó no tirar tanto la programación de la red o sus redes regionales de deportes, mientras que un conflicto se estaba arbitrando.
En noviembre de 2006, News Corporation anunció su intención de transferir su participación en la gestión del grupo DirecTV en John C. Malone Liberty Media, a cambio, la readquisición de acciones de Liberty en News Corp., dando el control más estricto de la empresa de la familia a Rupert Murdoch. El 29 de febrero de 2008, después de recibir la aprobación de la FCC, Liberty completó la adquisición de acciones de News Corporation de DirecTV. Liberty puso en Puerto Rico las operaciones de DirecTV en un fideicomiso para satisfacer el requisito de la FCC como desinversión de Liberty Global proveedor de cable en la isla.
- Desde el año 2002, se empezó una fusión entre DirecTV y SKY en varios países de Iberoamérica.
  - En Argentina, DirecTV compitió también con SKY, pero su destino fue distinto. DirecTV superaba por mucho en clientes a SKY (ahí SKY era la opción "económica" puesto que era sustancialmente más barata), pero la fusión fue bastante desorganizada puesto que a muchos clientes de SKY, simplemente se les cortó la señal y sus decodificadores y antenas nunca fueron retirados.
  - En Brasil ambos sistemas se fusionaron, quedando en un principio con el nombre de SKY+DirecTV, posteriormente pasó a llamarse simplemente SKY.
  - En Chile, después de la compra de SKY, cambia su nombre a DirecTV Chile.
  - En Colombia, DirecTV compró SKY y renombró a la empresa como DirecTV en 2006.
  - En Perú, Ecuador y Uruguay DirecTV siguió sin problemas debido a que SKY no tenía presencia en estos países.
  - En Guatemala, Costa Rica, Panamá y el resto de Centroamérica DirecTV se ha fusionado con SKY quedando con el nombre de SKY.
  - En Venezuela, quedó denominado el servicio con el nombre DirecTV, el cual mantuvo sus operaciones hasta el 19 de mayo de 2020.
  - En México, DirecTV operó compitiendo con SKY. Sin embargo, DirecTV contaba con muy pocos suscriptores (423 mil suscriptores) respecto a su competencia (980 mil suscriptores) y la acumulación de costos fijos era relativamente alta. Es por eso que en octubre de 2004 la empresa se dio a la quiebra a pesar de que mantiene un 41% de la propiedad de SKY México.[7] De este modo, mediante un acuerdo entre ambas compañías, SKY tomó posesión de la base de clientes de DirecTV en México.

El 15 de noviembre de 2005, DirecTV dejó de llevar canales de Music Choice de solo audio, reemplazándolo con 73 canales de XM Satellite Radio.[cita requerida]
En 2007, DirecTV abandonó el mercado brasileño (los clientes se van a migrar a la televisión digital el 74% de propiedad de Brasil afiliado de nombre de Sky Latin América).
DirecTV comenzó una importante actualización de compatibilidad con HDTV. El 9 de enero de 2007, DirecTV anunció que introduciría hasta 100 canales nacionales de alta definición durante el año 2007, los cuales se codificarían todos en MPEG-4. El 15 de octubre de 2007, DirecTV anunció que tenía 70 canales nacionales de Alta definición, con hasta 100 llegando al final de año [cita requerida] El 3 de octubre de 2008, DirecTV anunció que ofrece canales HD en 121 mercados locales por fin de año.
El 13 de diciembre de 2007, DirecTV compra la mayoría de los activos de ReplayTV de D&M Holdings.
El 4 de mayo de 2009, se anunció que DirecTV absorbería la unidad de entretenimiento de Liberty, y que luego se separaría de Liberty como una empresa separada llamada DirecTV.[cita requerida]
En agosto de 2009 DirecTV adquirió el hogar del proveedor de servicios Conecte Television Inc., aumentando su fuerza de trabajo en más de un millar de empleados.[cita requerida]
El 18 de noviembre de 2009, se anunció que DirecTV contrataría al ex PepsiCo Internacional CEO Michael White, como su nuevo Presidente y CEO. Él comenzó el 1 de enero de 2010. Sustituye a Chase Carey, ahora en News Corporation.
El 18 de mayo de 2014, la empresa de telecomunicaciones AT&T compró a DirecTV por 67 mil millones de dólares.
En marzo de 2016, DirecTV anunció que lanzará un servicios de televisión por internet, denominados DirecTV Now, DirecTV Mobile y DirecTV Preview.[cita requerida]

### Cese de operaciones en Venezuela
El 19 de mayo de 2020, fueron cerradas de manera total las operaciones de DirecTV en Venezuela, debido a las sanciones al canal privado Globovisión y al canal estatal PDVSA TV por parte de la administración del entonces presidente de Estados Unidos Donald Trump. En Venezuela, las compañías de servicios de televisión por suscripción tienen la obligación de transmitir todos los canales nacionales incluidos los sancionados Globovisión y PDVSA TV de acuerdo a las leyes del país. Las sanciones impuestas por EE. UU. prohíben a empresas estadounidenses mantener relaciones comerciales con empresas sancionadas relacionadas con el gobierno de Nicolás Maduro, acción que les limita la transmisión de los canales Globovisión y PDVSA TV, los cuales se requieren bajo la licencia de DirecTV para proporcionar el servicio de televisión de pago en Venezuela.
El 14 de agosto de 2020 se anunció que la empresa chilena Scale Capital S.A., compraría la filial de DirecTV en Venezuela (Galaxy Entertainment de Venezuela C.A.), y el 8 de octubre de ese mismo año, anunció que funcionaría bajo el nombre comercial de SimpleTV.

## Canales exclusivos

### DSports
DSports es un canal de DirecTV dedicado a la difusión de deportes. Retransmite ligas europeas y sudamericanas de fútbol; así como eventos deportivos como tenis, golf, boxeo, Juegos Olímpicos quedando por fuera eventos como el Campeonato Mundial de Natación, el Campeonato Mundial de Ciclismo en Pista, el Campeonato Mundial de Atletismo, y eventos multideportivos como los Juegos Parapanamericanos, es por esto que el consumidor ideal de este canal es aquel fanático del fútbol mundial que no puede ver a su equipo preferido porque por motivos de espacio no entra en la programación regular de cualquier otro canal, por ese motivo el canal maneja en exclusiva vía el sistema satelital DirecTV un conjunto de canales alternos que se encargan de transmitir varios partidos en simultáneo. Este canal está disponible sólo en Hispanoamérica en exclusiva para el sistema satelital DirecTV, que incluye los países donde opera: Argentina, Chile, Colombia, Ecuador, Perú, Uruguay y Trinidad y Tobago. Es un canal propio y exclusivo de DirecTV por lo que no es ofrecido en ningún cableoperador de la Región. Actualmente emite en el canal 610 y en señal HD en el canal 1610.

### OnDirecTV
OnDirecTV es un canal exclusivo que se enfoca en la transmisión de series, películas, documentales y eventos musicales. Transmite títulos de belleza femeninos como Miss Mundo, Miss Internacional, Miss Supranational, Miss Venezuela, Miss Colombia y programas estadounidenses como The Today Show, The Ellen DeGeneres Show y The Tonight Show Starring Jimmy Fallon.